# Мавзолей Мирали
Мавзолей Мирали (азерб. Mirəli türbəsi) — мавзолей в селе Ашагы Вейсалли в Физулинском районе Азербайджана, построенный в начале XIV века. Под названием Мирали известен в преданиях. Расположен близ старой дороги из Байлакана в Барду, неподалёку от районного центра Физули. Мавзолей Мирали имеет цилиндрическую форму, покрытую коническим каменным куполом. Поверхность цилиндра покрыта цельным камнем, который со временем приобрел золотистый оттенок. Камни также использовались при строительстве купола мавзолея; кладка выполнена в правильном порядке.

## История
Ни в подземной, ни в наземной части мавзолея нет никаких надписей с указанием даты его создания, архитектора или того, кому он был посвящен. Щеблыкин, Иван Павлович (археолог) отмечает, что «архитектурная форма, деликатность в выборе материалов, полированная форма камней, использованных при строительстве, и особенности кладки позволяют предположить, что здание было построено не позднее 13-14 веков.
По своим архитектурным особенностям мавзолея  аналогична мавзолее Шых Бабы в селе Шихлар Джебраильского района.
Шебликин, изучавший памятник, записал легенду о строительстве  мавзолее на языке местных жителей курдского села Физули:
```
На равнине Миль-Муган знаменитый банна вместе со своим учеником занимается строительством гробницы Пророка. В это время они попросили ученика Банны построить гробницу недалеко от деревни Вейджалли. Он берется за работу без одобрения учителя. Закончив днем работу на могиле Пророка, молодой человек приступает к работе на могиле Мир Али и ведет строительство всю ночь; днем он возвращается к своему учителю и помогает в строительстве гробницы Пророка. Спустя некоторое время строительство гробницы Мир Али наконец завершено. Весть о новом великолепном куполе разносится по равнине и достигает ушей хозяина банана. Мастер уходит посмотреть новое здание. Добравшись до места, он долго стоит спокойно и наблюдает за красивой работой. По характеру и стилю работы, а также по другим отличительным моментам мастер понимает, кто архитектор памятника. Темная зависть и гнев проникают в разум и сердце мастера, и он отрубает ученику руки
[
4
]
}}.
```

Шебликин утверждает, что эта легенда широко распространена в регионе и отражена в разных источниках, приписывается разным памятникам в разные периоды и с разными повествованиями. Например, легенда строительства собора Светицховели в Мцхета свидетельствует об отсечении рук зодчего. В поэме Низами Гянджеви «Семь красавиц» талантливый архитектор Симнар погибает, будучи сброшенным с построенного им здания. Архитектор дворца Шеки-хана вытащили  глаза после завершения строительства.

## Расположение
На старых картах Бешверсты памятник был отмечен названием «Аргалы-гумбаз».
Мавзолей построен прямо на вершине высокой вершины посреди горного массива и хорошо виден издалека, словно становится естественным продолжением холма. Мавзолей, построенный из белых камней, привлекает внимание своим сиянием, особенно на фоне гор, темнеющих во время заката. В солнечные дни суровый силуэт гробницы погружается в веселые краски на фоне голубого неба.
По словам Ивана Шебликина, памятник «с первого взгляда привлекает внимание оригинальной формой, жесткостью линий, красивым силуэтом, пропорциональностью частей и простотой деталей». На склоне холма, где была построена гробница, находится большое кладбище. Холм, на котором расположены могила и кладбище, находится между селами Кюрдлар и Ашаги Вейсаллы Физулинского района.

## Архитектура
Мавзолей Мирали является мавзолеем башенного типа. Узкий цилиндрический корпус мавзолея диаметром 5 м и коническим завершением высотой 15 м сложены из рядов чисто тёсанного и хорошо пригнанного камня. На невысоком трёхступенчатом постаменте стоит стройный цилиндрический корпус с коническим шатром, который облицован превосходно тёсанными каменными плитами и украшен порталом с профилированным обрамлением и витым жгутом под основанием шатра. Шатёр сложен из тщательно пригнанных каменных плит.

### Надземная часть

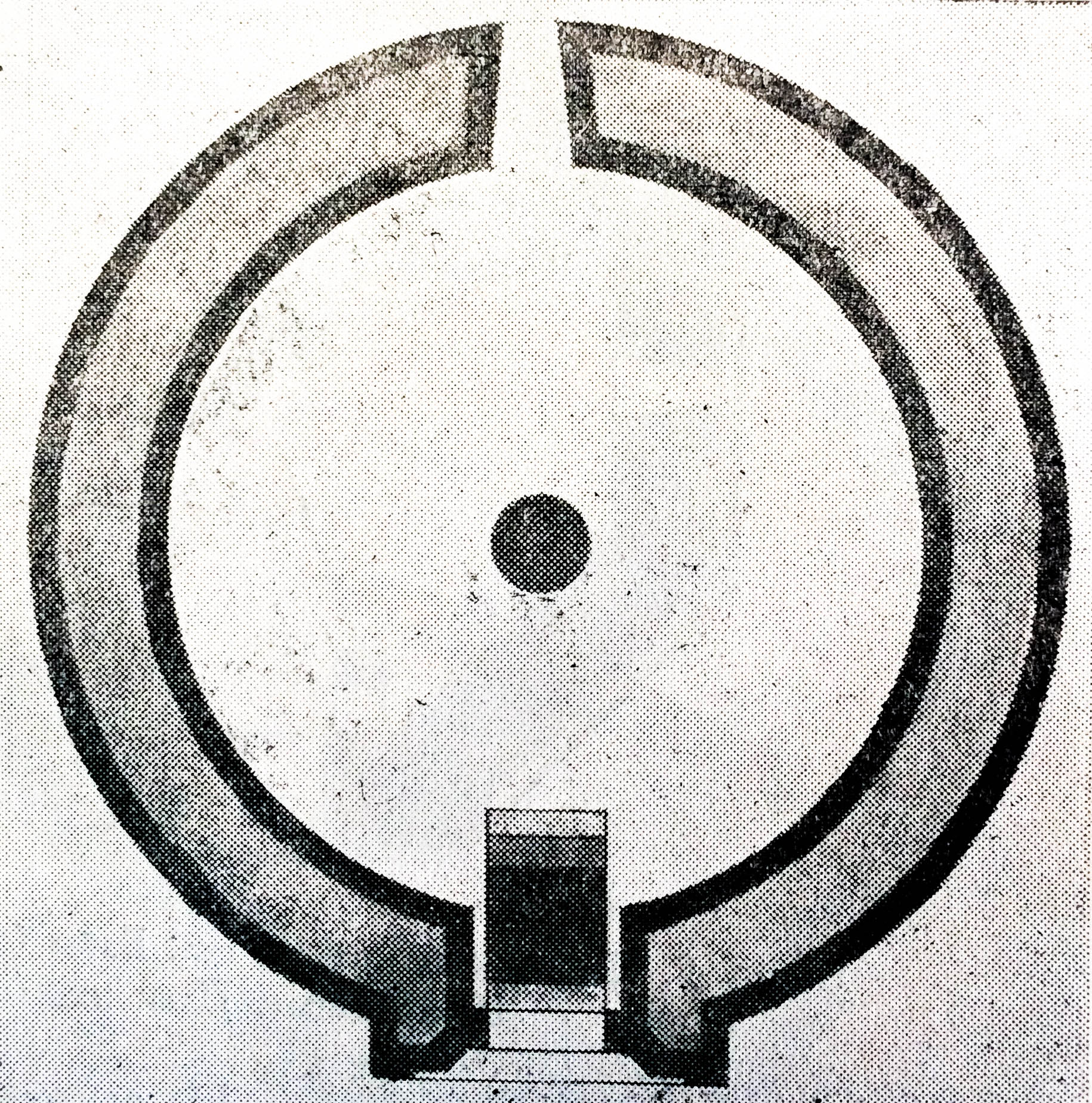
Надземная часть Мавзалей Мирали. План фундамента составленный Саламзаде, Абдул Вагаб Рагим оглы

Мавзолей Мирали имеет цилиндрическую форму, покрытую коническим каменным куполом.  Поверхность цилиндра покрыта цельным камнем, который со временем приобрел золотистый оттенок.  Облицовочные камни прошли процесс полировки высокого уровня. Особое внимание было уделено совмещению камней так, чтобы стыки между ними были почти незаметны.
Периметр тела гробницы 15 метров 75 см, толщина стен верхней части 80 см. Тело гробницы возвышается на каменном фундаменте, состоящем из трех слоев кладки; нижний слой кладки здания выступает по отношению к телу гробницы на 30 см. Общая высота здания 45 см.
Тело гробницы имеет правильный горизонтальный порядок; высоты каменных рядов различны: 34, 38, 44, 41, 37 см и так далее. Всего один ряд кладки – ряд такой же высоты, как и дверной проем – высота камней 14 см. Всего в теле гробницы двадцать два ряда кладки наподобие карниза.
Объем цилиндра в верхней части завершается карнизом, несколько выступающим из общего тела гробницы. Над карнизом находится основание купола; однако линия здания не переходит сразу к конусу, а продолжается тонкой линией между карнизом и коническим куполом, что подчеркивает карниз, если смотреть издалека. Столь элегантное дизайнерское решение подчеркивает тонкую и торжественную архитектуру здания, выраженную в простых и лаконичных формах.
Дверной проём, построенный на северной стороне верхней части гробницы, имеет необычные размеры: 55х155 см. Вход завершен осевой аркой с верхней стороны; верхняя часть арки высечена из цельного камня; эта часть внутренне повторяет те же формы. Входная часть окружена рамой с довольно сложной системой узоров; вся композиция имеет портальный вид, выступающий из объема гробницы на 30 см.
Портал имеет ширину 175 см и высоту 395 см. Порог двери расположен на высоте 115 см над существующей поверхностью земли. Лестницы для доступа в верхнюю часть гробницы нет, и  И.П. Шебликин утверждает, что не получал никаких записей о наличии какой-либо лестницы.
На южной стороне мавзолея, прямо перед входом в главную ось, находится окно в форме средника, узкое снаружи и расширяющееся внутрь. Снаружи оконное пространство, начиная с десятого ряда кладки, охватывает весь одиннадцатый ряд. Изнутри окно начинается на высоте 297 см от пола и охватывает два ряда кладки. Створка имеет традиционную для таких высоких окон низкую изогнутую форму, рассчитанную на пропускание как можно большего количества света. 
Наружные стены мавзолея покрыты различными фигурками лошадей, коз, верблюдов, узорами из точек и линий, человеческими фигурками, детскими изображениями, перьями и птицами, а также геометрическими узорами из высеченных в камне кругов высотой до высоты взрослого мужчины. Иван Шебликин считает, что эти изображения связаны с древними религиозными верованиями.

### Купол
Камни также использовались при строительстве купола мавзолея ; кладка была выполнена в правильном порядке. Резьба по камням была выполнена настолько правильно и точно, что до сих пор с потолка не протекает вода. По наблюдению 1933 года исследователя И. П. Шебликин отмечает, что в стенах и куполе гробницы нет ни единого следа протечки воды или влаги.
Поскольку верхняя часть конического купола обрушилась, неясно, как его удалось достроить. Позже, в период Союз Советских Социалистических Республик, дополнительная верхняя часть гробницы была восстановлена в форме, завершающего конуса. Со временем камни, использованные при строительстве купола, приобрели кроваво-оранжевый оттенок, в некоторых местах приобрели голубовато-серый оттенок, а иногда и беловатый цвет.

### Подземная часть

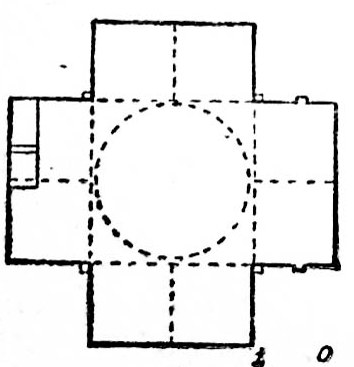
План фундамента подземной камеры Мирали.

Подземная часть мавзолея Мирали имеет форму правильного круга диаметром 375 см изнутри. При строительстве подземной камеры использовались камни крупных размеров, качество резьбы которых значительно хуже, чем у камней, использованных при строительстве надземной части гробницы. Кладка выполнялась по правильным горизонтальным линиям. На южной стороне стены, под окном, виднеется рама в виде едва заметной выпуклости. Верхняя часть рамы завершена аркой. Внутри рамы полно рельефных картин, которые со временем были вырезаны и стали неразборчивыми. Начиная со второго ряда, кладки над окном стена переходит в арку, благодаря частичному изгибу рядов вперед. Фальшпол является зеркальным отражением сводчатого потолка. В самом центре пола имеется пазл диаметром 50 см. Все камни, окружающие нишу, глянцево-черного цвета и хорошо отполированы. 
Подземная часть мавзолея имеет в плане форму правильного четырехконечного креста (446x449 см). Каждое из плеч креста перекрыто арочным потолком. Высота арок от земли равна 186 см; Проход арки по линии пола равен 225 см. Центральная часть креста имеет куполообразную крышку. Высота центральной части купольного потолка, поднимающегося на поверхность, от пола подземной камеры, составляет 327 см. При строительстве стен, арок и купола использовались гладкие полированные крупные камни. Внимание уделяется подбору камней. Камни, использованные при строительстве, имеют разную высоту; 25, 34, 33, 32, 29 и 40 см. 
Пол подземной камеры выложен хорошо отесанными каменными плитами светло-серого цвета. Посреди пола стоит небольшая вертикальная плита без каких-либо надписей. Исследователи полагают, что эта плита указывает на место захоронения человека, похороненного в гробнице.
Вход в подземную камеру устроен в виде колодца за входной дверью гробницы; его прямоугольная верхняя часть имеет размеры 98х55 см. Это сужение было вызвано двумя каменными ступенями наверху купола. Тогда же в стену гробницы были встроены четыре дополнительные лестницы, ведущие вниз. До нашего времени сохранились только две из этих лестниц, а гнездо двух других лестниц сохранилось в стене. Высота от верха ямы до пола подземной камеры составляла 3 метра. Лестницы имеют разную высоту: 38, 35, 29, 30 и 29 см. Края лестницы, вход в подземную камеру и окружающие камни кладки на протяжении веков полировались ногами людей, посещавших памятник.